# Daniel Santiago (Leichtathlet)
Daniel Santiago (* 20. August 2002) ist ein kolumbianischer Leichtathlet, der sich auf den Sprint spezialisiert hat.

## Sportliche Laufbahn
Erste internationale Erfahrungen sammelte Daniel Santiago im Jahr 2024, als er bei den U23-Südamerikameisterschaften in Bucaramanga in 46,30 s die Goldmedaille im 400-Meter-Lauf gewann und mit der kolumbianischen 4-mal-400-Meter-Staffel in 3:08,59 min die Bronzemedaille hinter den Teams aus Brasilien und Ecuador. Zudem siegte er in 3:19,88 min in der Mixed-Staffel über 4-mal 400 Meter. Im Jahr darauf belegte er bei den Südamerikameisterschaften in Mar del Plata in 48,32 s den siebten Platz über 400 Meter und gewann in der Mixed-Staffel in 3:19,18 min gemeinsam mit Paola Loboa, Luis Arrieta und Lina Licona die Silbermedaille hinter dem brasilianischen Team.

## Persönliche Bestleistungen
- 200 Meter: 20,89 s (+0,4 m/s), 22. September 2024 in Bucaramanga
- 400 Meter: 46,30 s, 28. September 2024 in Bucaramanga